# Caudeau
Le Caudeau est un ruisseau français, affluent de la Dordogne, qui coule dans le département de la Dordogne, en région Nouvelle-Aquitaine.

## Toponymie
Sur la carte de Cassini représentant la France entre 1756 et 1789, le cours d'eau est identifié sous le nom de Caudou.
En occitan, il porte le nom de Caudau.

## Géographie

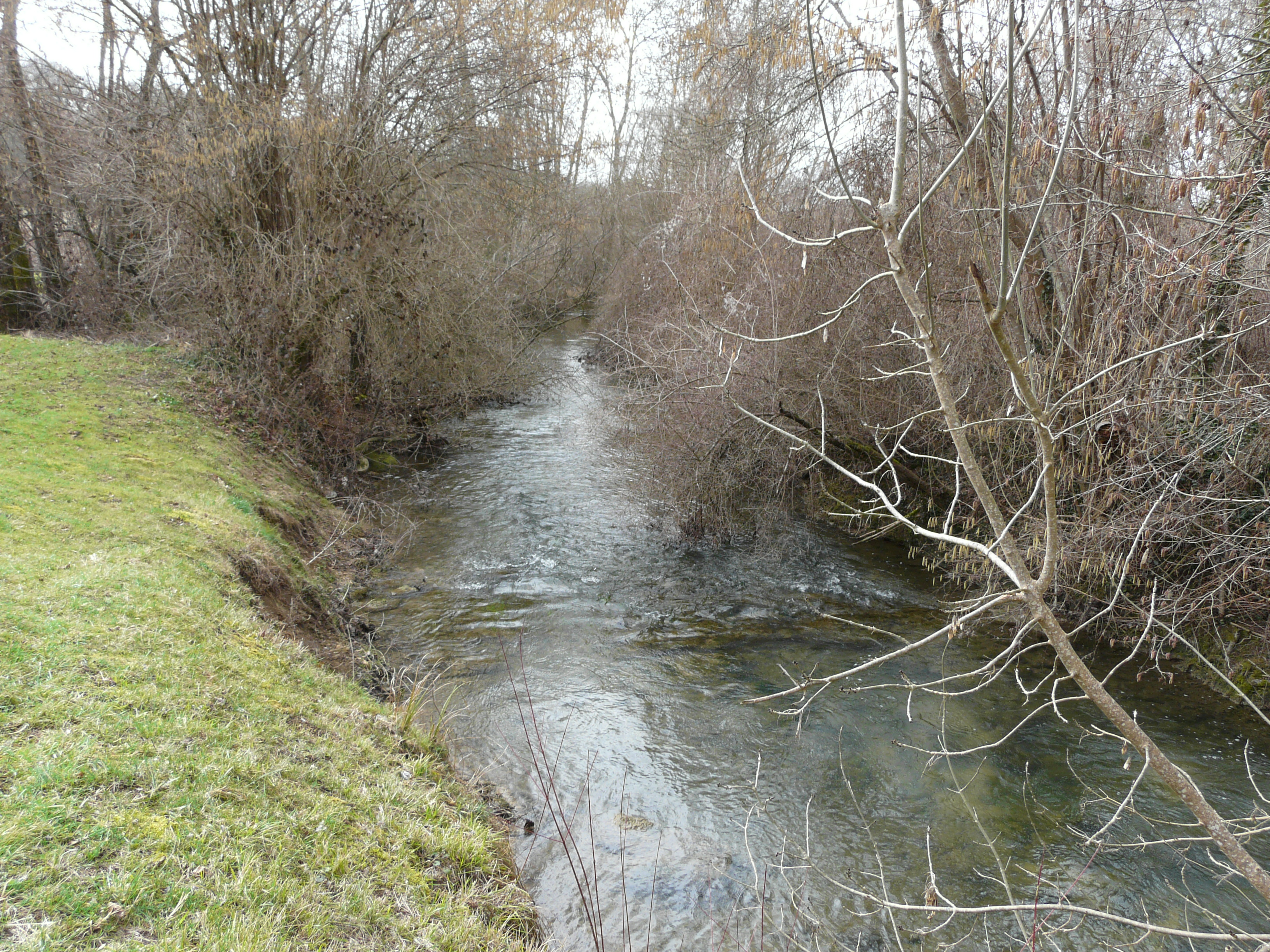
Le Caudeau en limites de Lembras et de Creysse.

Le Caudeau  prend sa source vers 190 mètres d'altitude, entre les communes de Val de Louyre et Caudeau et Veyrines-de-Vergt, au nord du lieu-dit les Mirabeaux.
Il passe sous la route départementale 8, au lieu-dit Lafargue, puis en contrebas du bourg de Clermont-de-Beauregard. Il longe ensuite la Route nationale (RN) 21, passant à l'est du bourg de Montclard, puis est à nouveau franchi par la RN 21 au Gué de la Roque. Il contourne Lamonzie-Montastruc par le nord et l'ouest du bourg où il reçoit son principal affluent, la Louyre, en rive gauche. Il passe une troisième fois sous la RN 21 à Landrevie-Basse puis une quatrième fois, au niveau du tronçon de contournement oriental de Bergerac et reçoit alors sur sa droite la Seyze. À Bergerac, au lieu-dit Pombonne, il se sépare en deux branches. La plus courte (environ trois kilomètres et demi) est le canal de dérivation du Caudeau, créé vers l'an 1300, qui passe en souterrain à l'est de la gare de Bergerac, puis sous le centre-ville, avant de confluer en rive droite avec la Dordogne. La seconde, longue de près de sept kilomètres, contourne les quartiers nord et ouest de Bergerac, reçoit en rive droite le Marmelet, et rejoint la Dordogne juste en aval du barrage de Bergerac, à 15 mètres d'altitude.
Sa longueur est de 38,4 km pour un bassin versant de 281 km2.

### Affluents
Parmi les vingt-deux affluents que le Sandre répertorie pour le Caudeau, trois approchent ou dépassent les dix kilomètres :
- la Louyre, son principal affluent avec 25,5 km, en rive gauche[6] ;
- la Seyze (appelée le Galinat dans sa partie amont), avec 9,6 km, en rive droite[7] ;
- le Marmelet, ou ruisseau de Marmelet, ou ruisseau de Ladoux, avec 13,4 km, également en rive droite[8].

Parmi les affluents du Caudeau, la Seyze a un affluent, le Campsegret, qui dispose lui-même d'un autre affluent, un ruisseau sans nom long de 0,9 km. De ce fait, le rang de Strahler du Caudeau est de quatre.

### Communes traversées
À l'intérieur du seul département de la Dordogne, le Caudeau arrose quinze communes, soit d'amont vers l'aval : Veyrines-de-Vergt (source), Val de Louyre et Caudeau (source), Saint-Michel-de-Villadeix, Saint-Amand-de-Vergt, Saint-Félix-de-Villadeix, Fouleix, Clermont-de-Beauregard, Saint-Martin-des-Combes, Saint-Georges-de-Montclard, Liorac-sur-Louyre, Lamonzie-Montastruc, Saint-Sauveur, Lembras, Creysse et Bergerac (confluence avec la Dordogne).

## Hydrologie

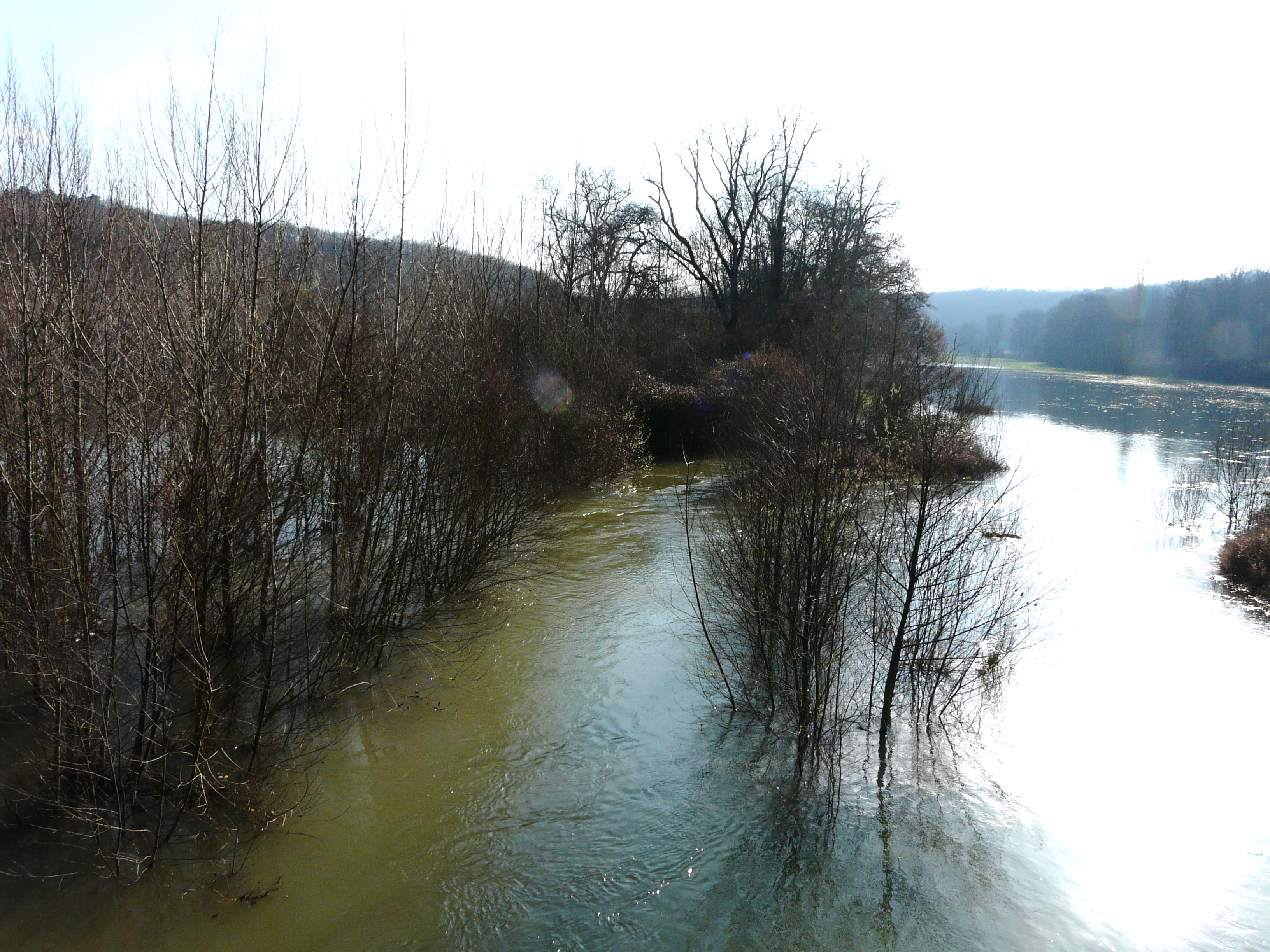
Crue du Caudeau en mars 2016.

Depuis 2010, le débit du Caudeau est observé à Creysse, au nord du lieu-dit les Pélissous, en aval de sa confluence avec la Seyze. Le bassin versant de la rivière y est de 252 km2, ce qui représente 90 % de la totalité du bassin versant.
En six ans, la plus haute valeur du débit instantané maximal enregistré est de 11,70 m3/s le 21 janvier 2013 à 11 h 0, la hauteur du cours d'eau étant alors mesurée à 1,68 mètre. Cette même journée, le débit journalier maximal est noté à 11,60 m3/s.

### Risque inondation
En 2015 a été approuvé un plan de prévention du risque inondation (PPRI) pour quatorze des seize communes riveraines du Caudeau depuis Saint-Laurent-des-Bâtons (intégrée à la commune nouvelle de Val de Louyre et Caudeau) jusqu'à Bergerac ; les deux communes les plus en amont, Sainte-Alvère et Veyrines-de-Vergt, en sont exclues,.
La partie aval du Caudeau (ses 200 derniers mètres à Bergerac) est également concernée par le risque d'inondation de la Dordogne, par remontée du flux, comme indiqué dans le PPRI du Bergeracois,.

## Monuments ou sites remarquables à proximité
- Le château de Saint-Maurice des XVe et XVIe siècles, et sa chapelle à Saint-Laurent-des-Bâtons[16].
- Clermont-de-Beauregard, village perché au-dessus de la vallée du Caudeau.
- Le château de la Gaubertie, du XVe au XIXe siècle, et sa chapelle, à Saint-Martin-des-Combes[17].
- À Saint-Georges-de-Montclard :
  - le château de Monclar, du XVe au XIXe siècle[18] ;
  - le manoir de la Beaureille du XVIe siècle[19].
- À Lamonzie-Montastruc :
  - l'église Notre-Dame-de-l'Assomption, romane[20] ;
  - le château de Montastruc, du XIIIe au XVIIIe siècle, et son pigeonnier[21] ;
  - le château de Bellegarde, rénové au début du XXe siècle[22].
- Le château de Grateloup des XVIIIe et XIXe siècles, à Saint-Sauveur[23]. Le bâtiment et ses abords forment un site inscrit de douze hectares[24].
- Sur cinq hectares, la vieille ville de Bergerac, avec son ancien port sur la Dordogne et ses nombreuses maisons à colombages, est également un site inscrit[25].

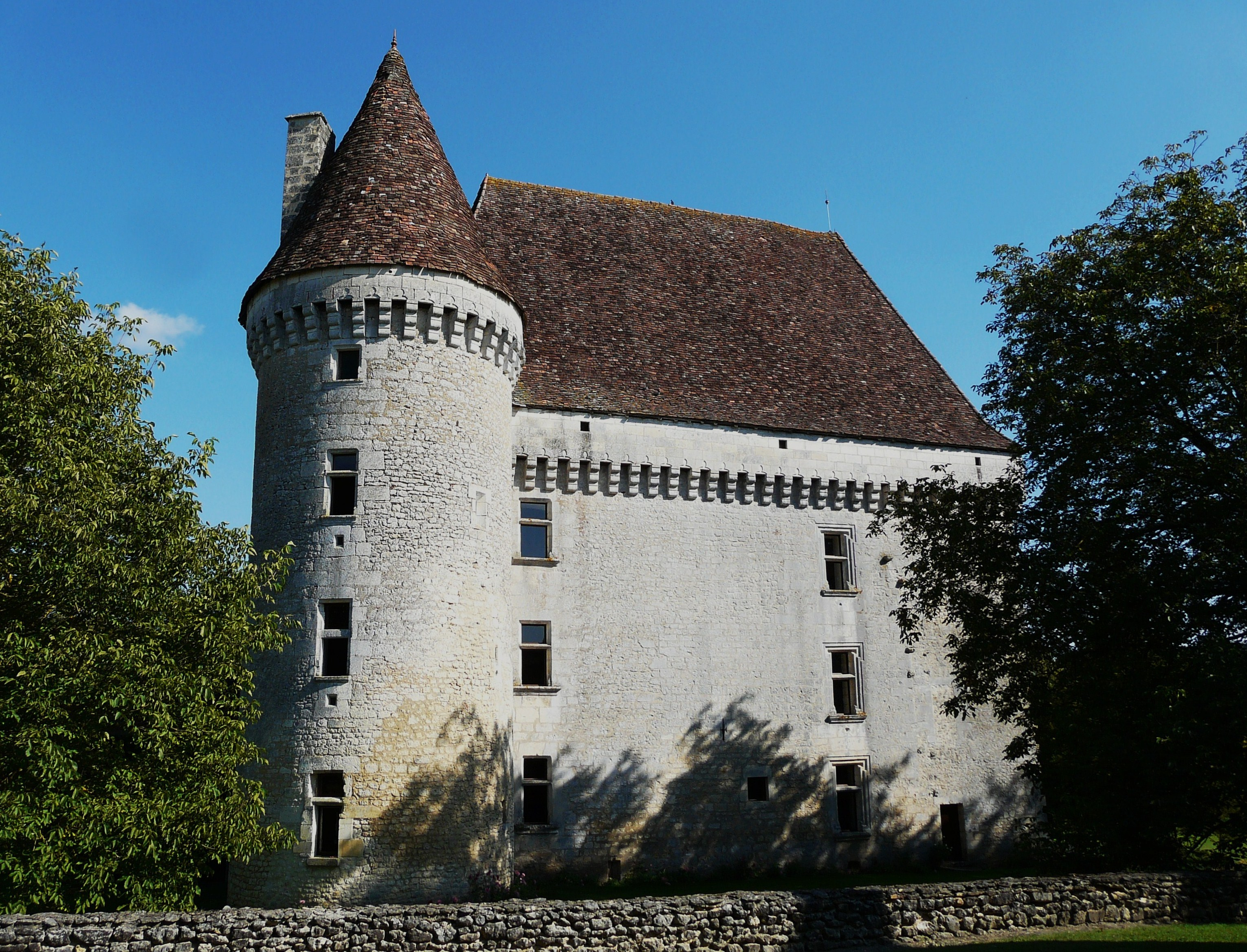
Le château de Saint-Maurice.
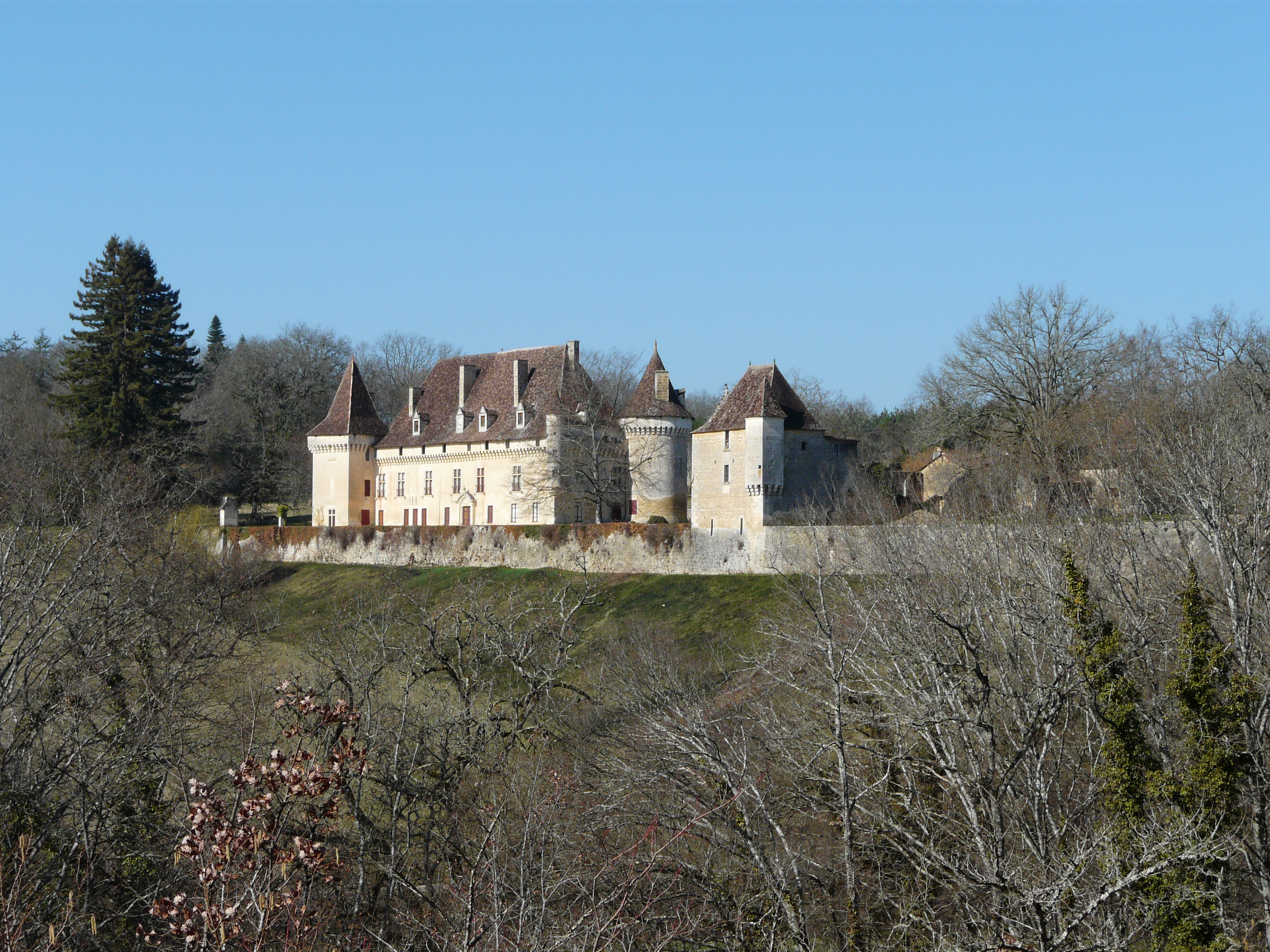
Le château de la Gaubertie.
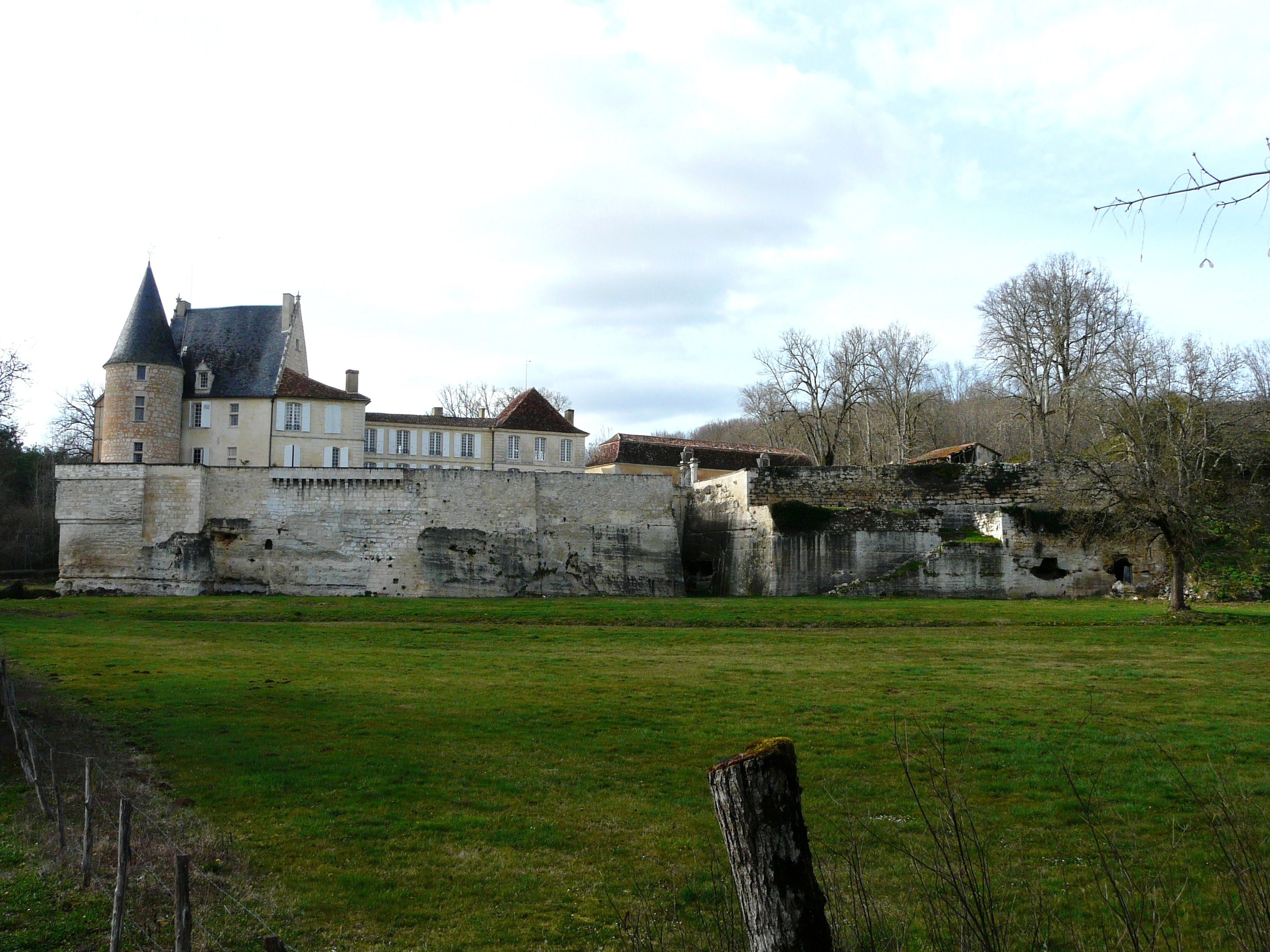
Le château de Montastruc et la vallée du Caudeau.
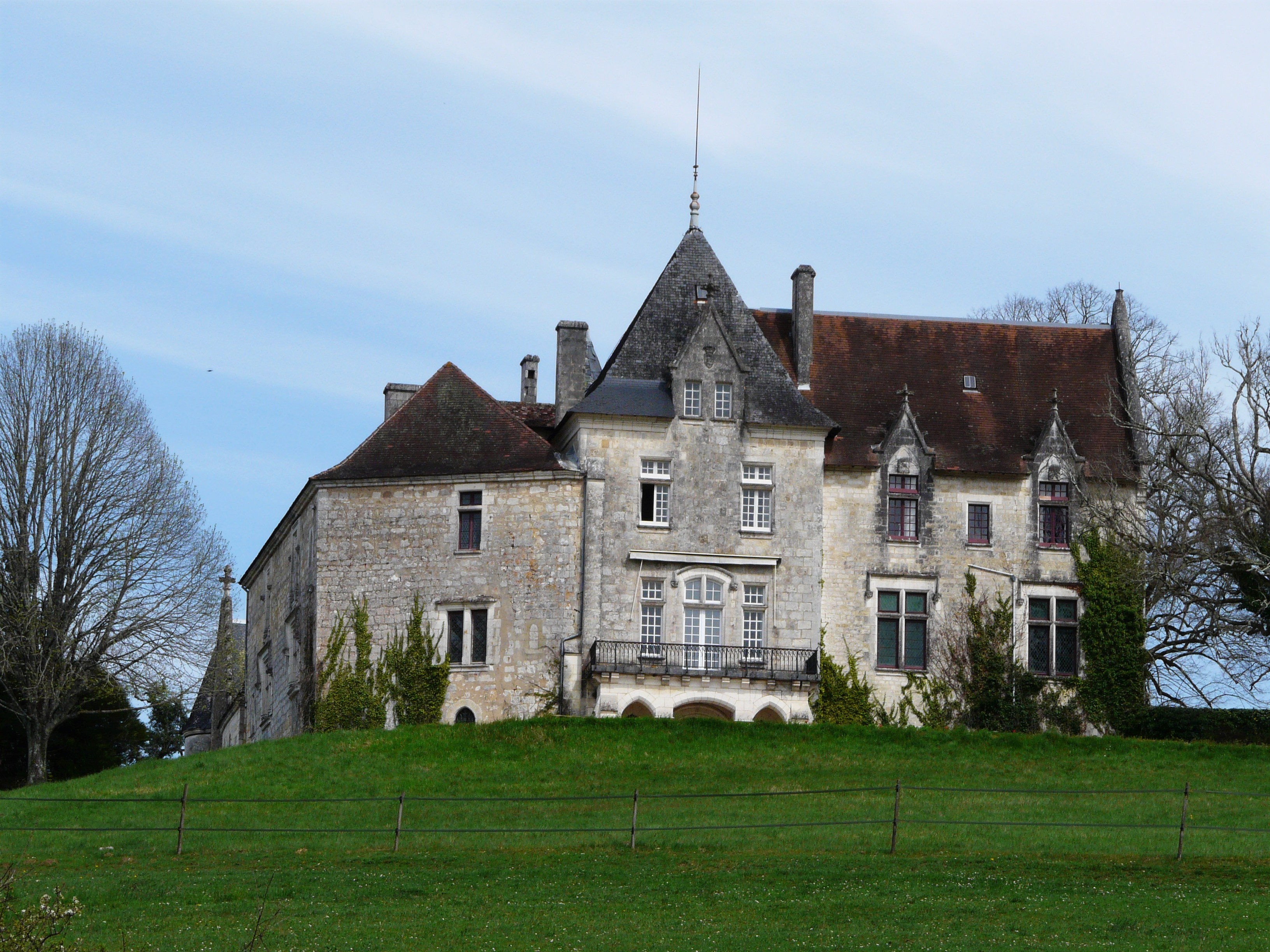
Le château de Bellegarde.

## Environnement
Deux zones naturelles d'intérêt écologique, faunistique et floristique (ZNIEFF) concernent le Caudeau.
En limites de Sainte-Alvère et de Veyrines-de-Vergt, sur 11,53 hectares, le Caudeau traverse la zone du marais du Petit Mas, propice à de nombreuses espèces d'oiseaux nicheurs ou de passage,.
En limites de Bergerac, et débordant légèrement sur Creysse et Lembras, le bois de Corbiac, sur 44 hectares, présente quatre espèces de plantes rares au niveau régional
,.
La commune de Bergerac a entrepris d'aménager progressivement les berges du Caudeau depuis le parc de Pombonne — qui s'étend sur 55 hectares — jusqu'à sa confluence avec la Dordogne. Commencée en 1995 avec l'aménagement du parc de Pombonne, l'opération foncière consiste à acheter des parcelles aux riverains pour permettre à terme une coulée verte longue de six kilomètres qui se grefferait sur la véloroute 91, projet de 240 kilomètres de long envisagé pour relier Souillac à Libourne, le long de la Dordogne.

## Galerie de photos

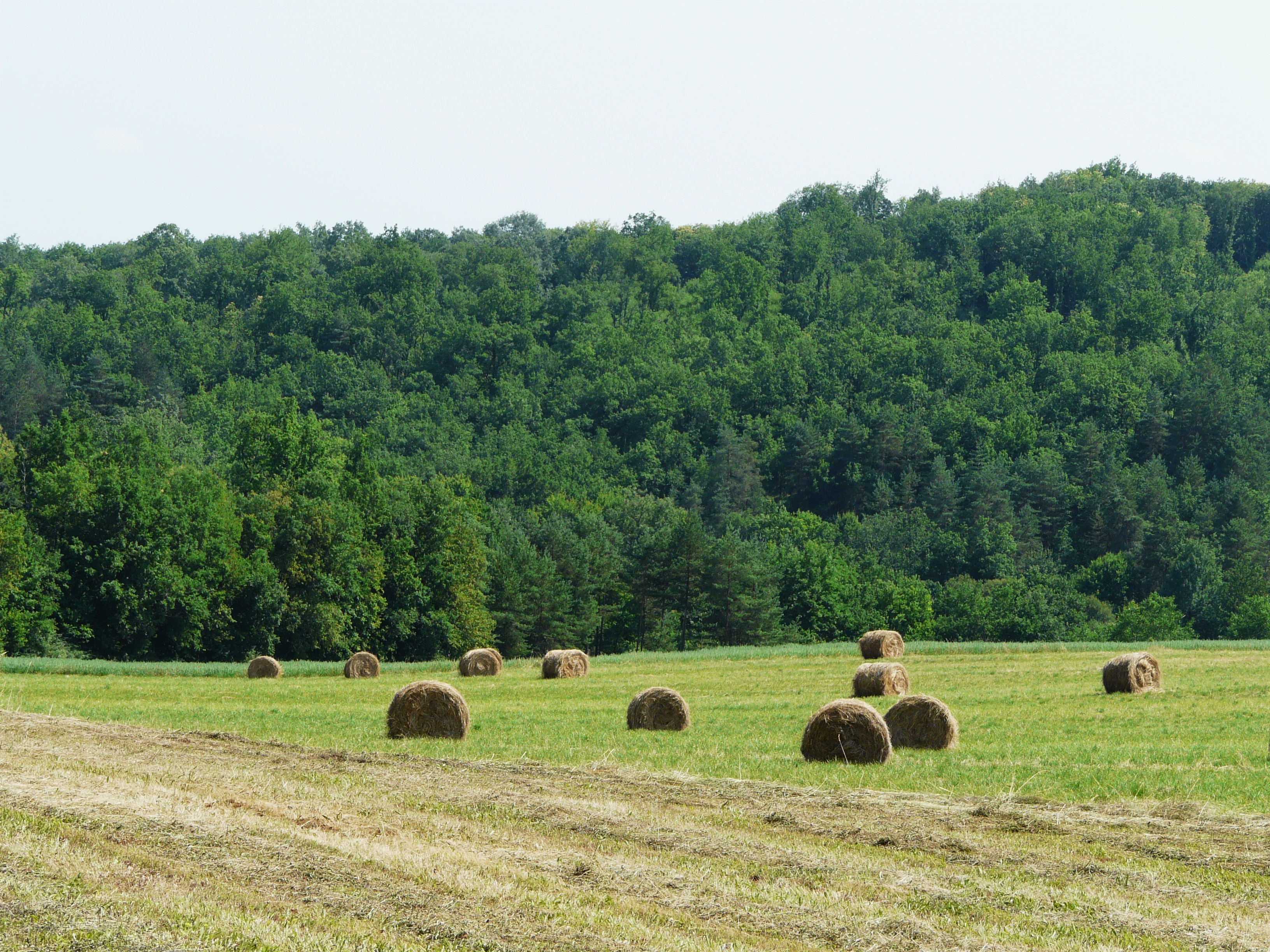
La vallée du Caudeau à Veyrines-de-Vergt.
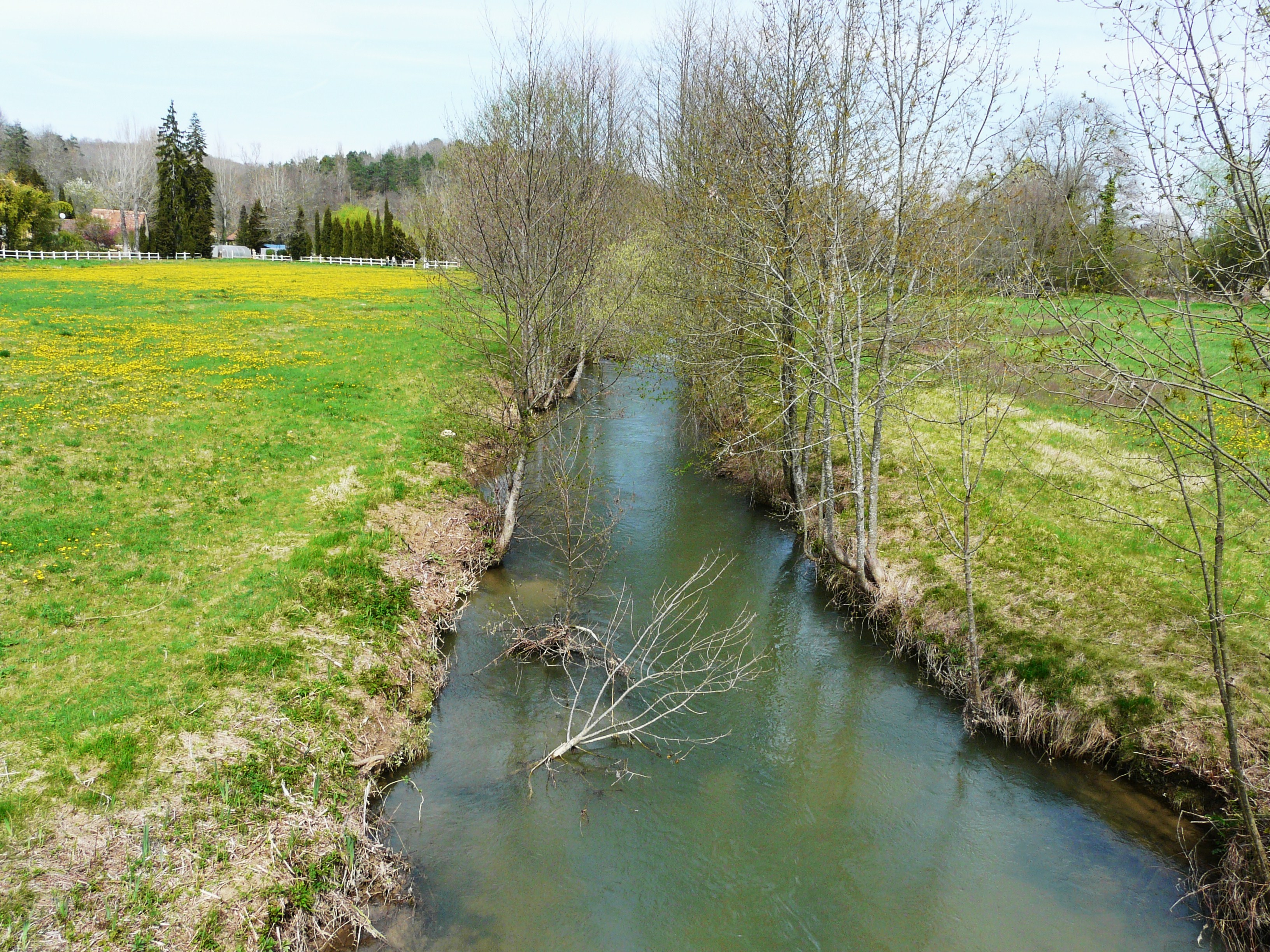
La vallée du Caudeau en limites de Lamonzie-Montastruc et Saint-Sauveur.
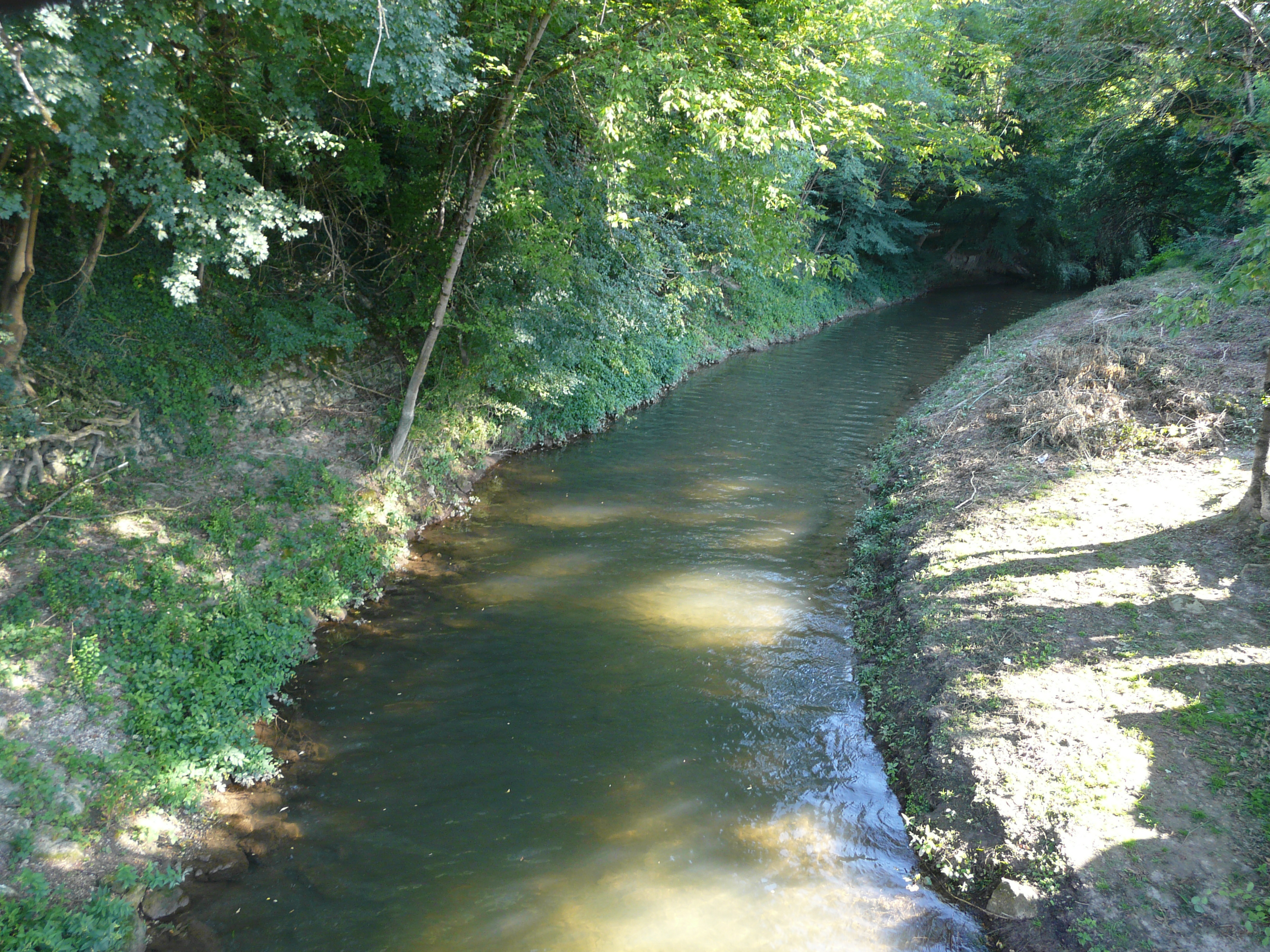
Le bras occidental du Caudeau, quelques mètres avant sa confluence avec la Dordogne.
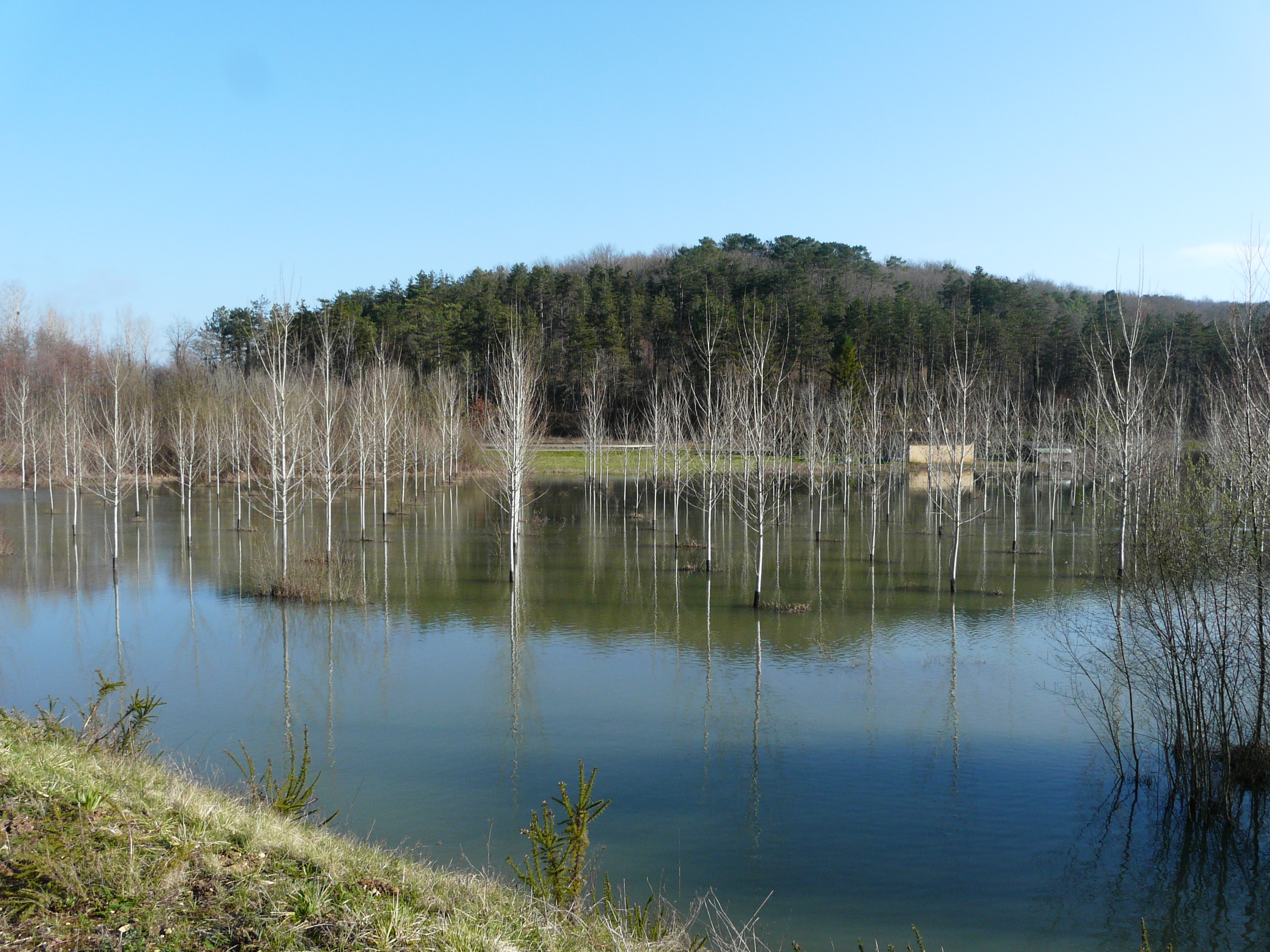
En mars 2016, inondation du Caudeau en limites de Creysse et Lembras.